# Ексудативно запаљење
Ексудативно запаљење (лат. Inflammatio exudativa) један је  најважнијих реакција ткива у смислу прилагођавања на дејство штетних етиолошких фактора. Настаје када штетни чинилац не изазове потпуно оштећење структуре и виталитет ткива, него само делимично оштети ткиво, што му омогућава да реагује стварањем течности (ексудата) која помаже у испоруци протеина плазме до места повреде и разређивању токсине што повећава лимфну дренажу. Природа и количина ексудата зависе од природе и тежине оштећења ткива.

## Патофизиологија
Ексудативно запаљење, које је у ужем смислу речи локални процес, који иако се локално одиграва  у једном ткиву може истовремено да доведе и до опште реакције целог организма. Одликује се излажењем течности  (ексудација)  и уобличених елемената из крвних судова, и стварањем велике количине ексудата који натапа ткиво или се накупља у природним отворима организма.
Ексудација течности настаје због Старлинговог закона, због:
- вазодилатација артериола, која доводи до повећања хидростатског притиска и, већег кретања течности из крвних судова,

- повећана пермеабилност крвних судова која омогућава протеинима да се крећу у интерстицијум, што доводи до повећаног колоидног притиска и даљег повећања кретања течности из крвних судова.

- повећане лимфне дренаже, што може помоћи у уклањању штетних супстанци и узрочних микроба.

Ексудација се јавља као резултат неколико механизама:
- контракције ендотела крвних судова, која је посредована хистамином и леукотриенима
- реорганизација цитоскелета, посредована цитокинима, ИЛ-1 и ТНФ-α.
- директне повреде, од токсичних опекотина или хемикалија.
- повреда зависних од леукоцита, услед токсичних врста кисеоника или ензима из леукоцита.
- повећана трансцитоза (канали кроз ендотелну цитоплазму), посредована ВЕГФ.

Тако створени ексудат омогућава да се протеини плазме, као што је фибрин, испоруче директно на место повреде.

## Врсте ексудативних запаљења
Према саставу ексудата разликује се више врста ексудативних запаљења:

### Серозно запаљење
Серозно запаљење  је најлакши облик ексудативног запаљења, које настаја када из крвних судова излази само вода и беланчевине са најситнијим честицама – албуминима. Ова врста ексудата је полупрозирна течност, жућкасте боје у којој се могу наћи само леукоцити и ћелије локалног ткива 
Узроци овог запаљења су мање штетни физички и хемијски узрочници и неке врсте бактерија.У случајевима излечења долази до потпуне ресорпције ексудата и реституције ад интегрум .

### Катарално запаљење
Катарално запаљење  је облик ексудативног запаљења у коме ексуда поред воде и албумина садржи и велика количина муцина. Овај облик запаљења је могућ само у оним ткивима у којима које карактерише природно лучење слузи (респираторни и дигестивни систем).
Под микроскопом у ексудату код катаралног запаљења могу се наћи леукоцити, отпале ћелије плочастог епитела и влакна слузи.
Катарално запаљење је обично акутни облик али може да буде и хронично када настају трајне последице на слузокожама (бујање епитела, или атрофија епителних ћелија), а процес оздрављења је постепен.
Узроци катаралног запаљења су најчешће бактеријски или хемијским надражајима, а у дигестивном тракту узрок може бити поремећа исхране.

### Фиброзоно запаљење
Фиброзоно запаље  је облик ексудативног запаљења у коме су квних  судови  толико пропустљиви да из њих излази поред воде и других ћестица и фибриноген. Он се одмах претвара у фибрин, који се меша са некротичним масама и образује фиброзоне чврсте скраме или мембране сивожуте боје. Према врсти скраме која се образује разликујемо:
- крупозно запаљење, које карактерише танка скрама која се ствара само на површини и најчешће на плеури, перикарду и перитонеуму,

- псеудомамбранозно запаљење,  код кога наслаге фибрина захватају дубље некротично ткиво, и зато су дебље од крупозног. Јављају се углавном на желуцу и у душнику

Који ће од ова два облика фиброзоно запаље настати зависи од врсте узрочника које га изазива..

### Гнојно запаљење
Гнојно запаље  је облик ексудативног запаљења које се одликује стварањем ексудата у којем поред велике количине беланчевина и некротичног ткива има и јако пуно леукоцита ( гранулоцита ). Гнојно запаље је једно од најчешћих запаљења у организму, проузроковано пиогеним бактеријама (нпр. стафилокококама, стрептокококама, гонококама, менингококама).
Ексудат код овог запаљења има изглед жуте, сиве или зеленкасте масе и назива се гној.  

### Хеморагично запаљење
Хеморагично запаљење се одликује крвавим изгледом ексудата насталог након тешког оштећења крвних судова, из кога у ексудат продиру и еритроцити. Овакав ексудат је обично знак тешког токсичног запаљења .

### Трулежно запаљење
Трулежно запаљење (гангренозно зпаљење)  може да настане из сваког од напред наведених  ексудативних запаљења уколико ексудат колонизују трулежне бактерије, изазивачи рападања ексудата и некротичног ткива. Може да настане само у органима који су у вези са спољашњом средином .
Средишњи део трулежног запаљења је је сиво-зелене боје, крпичастог изгледа и непријатног  мириса.

## Терапија
Терапија укључује примену:
- антибиотика,

- надокнада течности,
- ублажавање болова
- дренажа ексудата
- уклањање некротичних наслага.